# Демидково (Московская область)
Демидково — деревня в Рузском районе Московской области, входит в состав сельского поселения Ивановское. На 2006 год постоянного населения в деревне не было. До 2006 года Демидково входило в состав Ивановского сельского округа.
Деревня расположена на северо-западе района, примерно в 11 километрах к северо-западу от Рузы, на северном берегу Рузского водохранилища, у шоссе 46К-9191 Волоколамск — Руза, высота центра над уровнем моря 194 м. Ближайшие населённые пункты — практически примыкающие на западе Акатово и на востоке — Беляная Гора.